# 莫什基夫河
莫什基夫河（烏克蘭語：Мошків），是烏克蘭西南部的河流，屬於舒布拉涅齊河的左支流。該河發源自喬爾尼夫卡西北面，流經切爾尼夫齊州的切爾尼夫齊區，河道全長22公里，流域面積95.9平方公里。